# Pablo Milanés
Pablo Milanés (24. února 1943 Bayamo – 22. listopadu 2022 Madrid) byl kubánský zpěvák a kytarista. Narodil se ve městě Bayamo a v roce 1950 se s rodinou přestěhoval do Havany, kde studoval na konzervatoři. Své první album nazvané Versos Sencillos de Jose Marti vydal v roce 1973. Později publikoval řadu dalších nahrávek. V roce 1994 získal italské ocenění Premio Tenco. Později se usadil ve Španělsku.